# Gens Servia
Die gens Servia (vom Gentilnamen Servius; Plural Servii, deutsch auch Servier) war ein römisches Geschlecht (gens). Der Name begegnet in republikanischer Zeit in Aquinum, Praeneste und Tusculum, also in Latium.
Das Geschlecht brachte nicht viele bekannte Namensträger hervor. Überliefert ist neben zahlreichen Freigelassenen und weiteren inschriftlich bezeugten Namensträgern nur:
- Lucius Servius Rufus, Münzmeister 42 v. Chr.[2]